# OPPO Find X8
OPPO Find X8和OPPO Find X8 Pro 是由OPPO製造的Android系統智能手機，為OPPO Find X7的後繼機型，屬Find系列第8代。於2024年10月24日發表，宣傳標語為「抬手就出片 抓拍氛圍感」。
OPPO Find X8 Ultra、OPPO Find X8s 和 OPPO Find X8s+ 於 2025 年 4 月 10 日發表，其中 X8 Ultra 為旗艦版本，搭載高通驍龍 8 至尊版處理器，並支援衛星通信功能。X8s系列主打輕薄設計與AI功能，搭載天璣9400+處理器，其中X8s+特別強化AI翻譯能力。

## 規格與設計

### 處理器
- Find X8、X8 Pro：搭載聯發科天璣9400處理器[1][2]。
- Find X8 Ultra：採用高通高通驍龍8至尊版處理器，最高主頻 4.32GHz[3]。
- Find X8s、X8s+：搭載天璣9400+處理器，AI性能提升30%[4]。

### 螢幕
- Find X8：6.59 吋 AMOLED 直屏，支援 120Hz 更新率[1]。
- Find X8 Pro：6.78 吋 AMOLED 微曲屏，支援 120Hz 更新率[2]。
- Find X8 Ultra：6.82 吋 2K AMOLED 柔性屏，支援 120Hz 更新率[3]。
- Find X8s：6.56 吋 AMOLED 直屏，主打輕薄設計[4]。
- Find X8s+：6.72 吋 AMOLED 微曲屏，支援LTPO技術[4]。

### 相機
- Find X8：後置三攝（5000 萬像素廣角 + 5000 萬像素超廣角 + 5000 萬像素潛望長焦）[1]。
- Find X8 Pro：後置四攝（5000 萬像素廣角 + 5000 萬像素超廣角 + 雙潛望長焦）[2]。
- Find X8 Ultra：後置五攝（5000 萬像素廣角 + 5000 萬像素超廣角 + 雙長焦 + 200 萬像素丹霞原彩鏡頭）[3]。
- Find X8s、X8s+：後置四攝（5000 萬像素廣角 + 5000 萬像素超廣角 + 5000 萬像素潛望長焦 + 200 萬像素微距）[4]。

### 電池與充電
- Find X8：5630mAh 電池，支援 80W 有線快充 + 50W 無線充電[1]。
- Find X8 Pro：5910mAh 電池，支援 80W 有線快充 + 50W 無線充電[2]。
- Find X8 Ultra：6100mAh（等效）電池，支援 100W 有線快充 + 50W 無線充電[3]。
- Find X8s：5500mAh 電池，機身厚度僅7.6mm[4]。
- Find X8s+：5800mAh 電池，支援100W快充[4]。

## 特色功能
- 超高速無影抓拍：全新超光影影像系統，提升抓拍成功率[9]。
- AI千里長焦：結合AI超分算法，提升長焦拍攝清晰度[10]。
- 衛星通信（僅 X8 Ultra 衛星通信版）：支援天通衛星通信[5]。
- AI實時翻譯（僅 X8s+）：支援50種語言即時互譯[4]。

## 外部連結
- OPPO Find X8 系列發佈會
- OPPO Find X8 官方網站
- OPPO Find X8 Pro 官方網站
- OPPO Find X8 Ultra 官方網站
- OPPO Find X8s 官方網站

| 前任者： OPPO Find X8 | OPPO Find系列機型 OPPO Find X8/X8 Pro 2024年 | 繼任者： |